# Консейсан, Клебер Америко да
Кле́бер Аме́рико да Консейса́н (порт.-браз. Cléber Américo da Conceição; 26 июля 1969, Белу-Оризонти) — бразильский футболист, защитник.

## Карьера
Клебер родился в семье Жоакина Вилантина да Консейсана и Марии де Лурдес. Семья была довольно бедной и уже ранних он был вынужден работать в супермаркете. Чуть позже он стал помогать своим родителям, державшим небольшое дело по производству колбасных изделий. В тот же период, в 1982 году, Клебер пошёл на просмотр в клуб «Атлетико Минейро» и был принял в молодёжный состав. Первые два года он там играл центрального нападающего, но из-за ухода двух игроков центра обороны, тренер поставил его в защиту. По словам самого игрока, когда он играл в нападении, то не попадал в состав и позже заявил, что его бы убрали из команды, не стань он защитником. 8 ноября 1987 года Клебер дебютировал в основном составе команды в матче с «Крузейро», в котором его клуб победил 4:1. Футболист выиграл с клубом два чемпионата штата Минас-Жерайс. Последнюю встречу за команду защитник провёл 15 декабря 1991 года также с «Крузейро» (1:0). Всего за клуб футболист сыграл 110 матчей (56 побед, 40 ничьих и 14 поражений) и забил 12 голов. В 1991 году он переехал в испанский «Логроньес». Он дебютировал в составе команды 26 января 1992 года в матче с «Валенсией» (0:0). 8 марта того же года игрок забил первый мяч за клуб, поразив ворота хихонского «Спортинга». Всего за клуб игрок сыграл 46 матчей и забил 3 гола. Последнюю встречу в Испании Клебер сыграл 19 сентября 1993 года с «Тенерифе». 
Осенью 1993 года Клебер возвратился в Бразилию в клуб «Палмейрас», дебютировав 30 сентября в матче со своей бывшей командой, «Атлетико» (1:0). С этой командой защитник выиграл два чемпионата Бразилии, два чемпионата штата, Кубок Бразилии, Кубок Меркосур и Кубок Либертадорес. В игре, принёсший команде титул чемпиона штата в 1996 году, Клебер забил гол, поразив ворота «Сантоса». За «Палмейрас» защитник провёл 372 матча (212 победам, 92 ничьих и 68 поражений) и забил 21 гол. Последнюю встречу в футболке команды игрок сыграл 20 декабря 1999 года с «Фламенго» (3:3). Клуб он был вынужден покинуть из-за Роке Жуниора и Жуниора Байано, ставших основными игроками центра обороны «Вердао». В 2000 году Клебер присоединился к «Крузейро». Он отпраздновал с клубом победу в Кубках Бразилии и Сул-Минас. Затем Клебер выступал за «Сантос» и швейцарский «Ивердон». Затем играл за «Фигейренсе», с которым выиграл чемпионат штата Санта-Катарина. В этом клубе игрок постоянно страдал из-за различных мышечных повреждений. Он завершил карьеру в команде «Сан-Каэтано».
В составе сборной Бразилии Клебер дебютировал 31 октября 1990 года в матче со сборной мира, где он вышел на замену вместо Адилсона Батисты. 8 ноября того же года он сыграл в первом официальном матче за национальную команды против Чили. В том же году он попал в состав сборной на Кубок Америки, но на поле не выходил. Он провёл ещё 3 матча в 1991 году, после чего несколько лет не вызывался в стан национальной команды. Лишь 17 мая 1995 года игрок вышел в форме сборной в товарищеской игре с Израилем. Позже он ещё несколько раз выходил на поле в составе сборной. Последнюю встречу за Бразилию Клебер сыграл 8 октября 2000 года со сборной Венесуэлы на отборочном турнире к чемпионату мира, в которой его команда победила 6:0. Всего за сборную страны защитник сыграл 13 матчей (7 побед, 3 ничьих и 3 поражения), голов не забивал.
После завершения игровой карьеры, Клебер остался работать в футболе. В 2008 году он стал директором по футболу в клубе «Америка Минейро», одновременно занимаясь бизнесом в строительстве недвижимости. В конце года бывший футболист стал руководителем клуба «Можи-Мирин». Туда он попал благодаря дружбе с президентом команды, Ривалдо. В 2009 году он стал помощником главного тренера «Крузейро», Адилсона Батисты. В 2010 году Клебер возглавил на две встречи клуб «Риу-Клару», но не смог помочь клубу не вылететь в низший дивизион. Затем он недолго проработал в «Метрополитано» и клубе «Араша», выступавшем в третьем дивизионе чемпионата Минас-Жерайс с которым провёл 18 матчей, одержав победы в 12 из них. Он оставил клуб в октябре из-за конфликта с руководством команды. В январе 2013 года Клебер работал главным тренером клуба «Посус-ди-Калдас», но уже 23 февраля команда снялась с розыгрыша чемпионата из-за финансовых проблем. В 2016 году он переехал в США на постоянное место жительства.

## Международная статистика
| Матчи Клебера за сборную Бразилии | Матчи Клебера за сборную Бразилии | Матчи Клебера за сборную Бразилии | Матчи Клебера за сборную Бразилии | Матчи Клебера за сборную Бразилии | Матчи Клебера за сборную Бразилии | Матчи Клебера за сборную Бразилии |
| --------------------------------- | --------------------------------- | --------------------------------- | --------------------------------- | --------------------------------- | --------------------------------- | --------------------------------- |
| №                                 | Дата                              | Место проведения                  | Оппонент                          | Счёт                              | Голы                              | Турнир                            |
| 1                                 | 31 октября 1990                   | Милан                             | Мир                               | 1:2                               | —                                 | Товарищеский матч                 |
| 2                                 | 8 ноября 1990                     | Белен                             | Чили                              | 0:0                               | —                                 | Трофей Амисаде                    |
| 3                                 | 27 июня 1991                      | Куритиба                          | Аргентина                         | 1:1                               | —                                 | Товарищеский матч                 |
| 4                                 | 11 сентября 1991                  | Кардифф                           | Уэльс                             | 0:1                               | —                                 | Товарищеский матч                 |
| 5                                 | 18 декабря 1991                   | Гояния                            | Чехословакия                      | 2:1                               | —                                 | Товарищеский матч                 |
| 6                                 | 17 мая 1995                       | Рамат-Ган                         | Израиль                           | 2:1                               | —                                 | Товарищеский матч                 |
| 7                                 | 13 ноября 1996                    | Куритиба                          | Камерун                           | 2:0                               | —                                 | Товарищеский матч                 |
| 8                                 | 26 февраля 1997                   | Гояния                            | Польша                            | 4:2                               | —                                 | Товарищеский матч                 |
| 9                                 | 10 сентября 1997                  | Салвадор                          | Эквадор                           | 4:2                               | —                                 | Товарищеский матч                 |
| 10                                | 9 октября 1997                    | Белен                             | Марокко                           | 2:0                               | —                                 | Товарищеский матч                 |
| 11                                | 29 апреля 1998                    | Рио-де-Жанейро                    | Аргентина                         | 0:1                               | —                                 | Товарищеский матч                 |
| 12                                | 23 сентября 1998                  | Сан-Луис                          | Югославия                         | 1:1                               | —                                 | Товарищеский матч                 |
| 13                                | 8 октября 2000                    | Маракайбо                         | Венесуэла                         | 6:0                               | —                                 | Квалификация чемпионата мира      |

12 игр в официальных встречах и одна неофициальная игра

## Достижения

### Командные
- Чемпион штата Минас-Жерайс: 1989, 1991
- Чемпион Бразилии: 1993, 1994
- Чемпион штата Сан-Паулу: 1994, 1996
- Обладатель Кубка Бразилии: 1998, 2000
- Обладатель Кубка Меркосур: 1998
- Обладатель Кубка Либертадорес: 1999
- Обладатель Кубка Сул-Минас: 2001
- Чемпион штата Санта-Катарина: 2004

### Личные
- Обладатель Серебряного мяча Бразилии: 1994

## Личная жизнь
В раннем возрасте Клебер под влиянием одноклубника Жуана Лейте, стал евангельским христианином.